# Longuevillette
Longuevillette és un municipi francès situat al departament del Somme i a la regió dels Alts de França. L'any 2007 tenia 75 habitants.

## Demografia

### Població

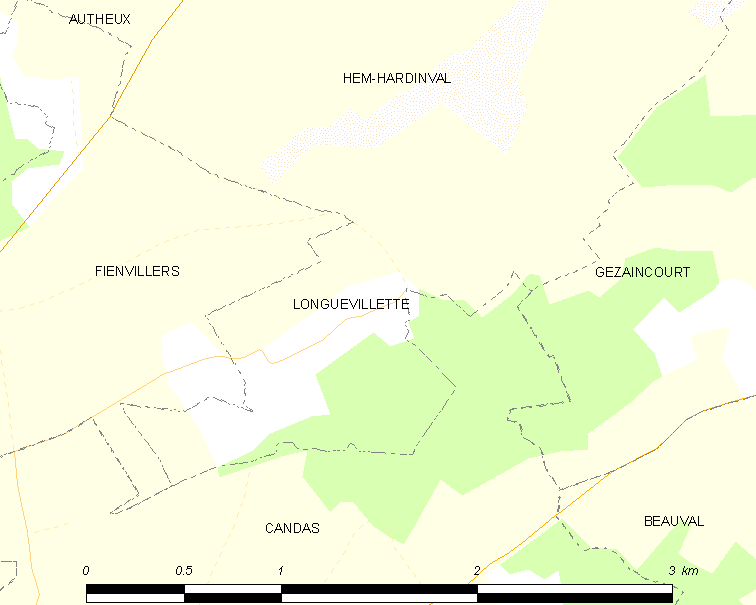
mapa del municipi

El 2007 la població de fet de Longuevillette era de 75 persones. Hi havia 28 famílies de les quals 4 eren unipersonals (4 dones vivint soles i 4 dones vivint soles), 4 parelles sense fills, 16 parelles amb fills i 4 famílies monoparentals amb fills.

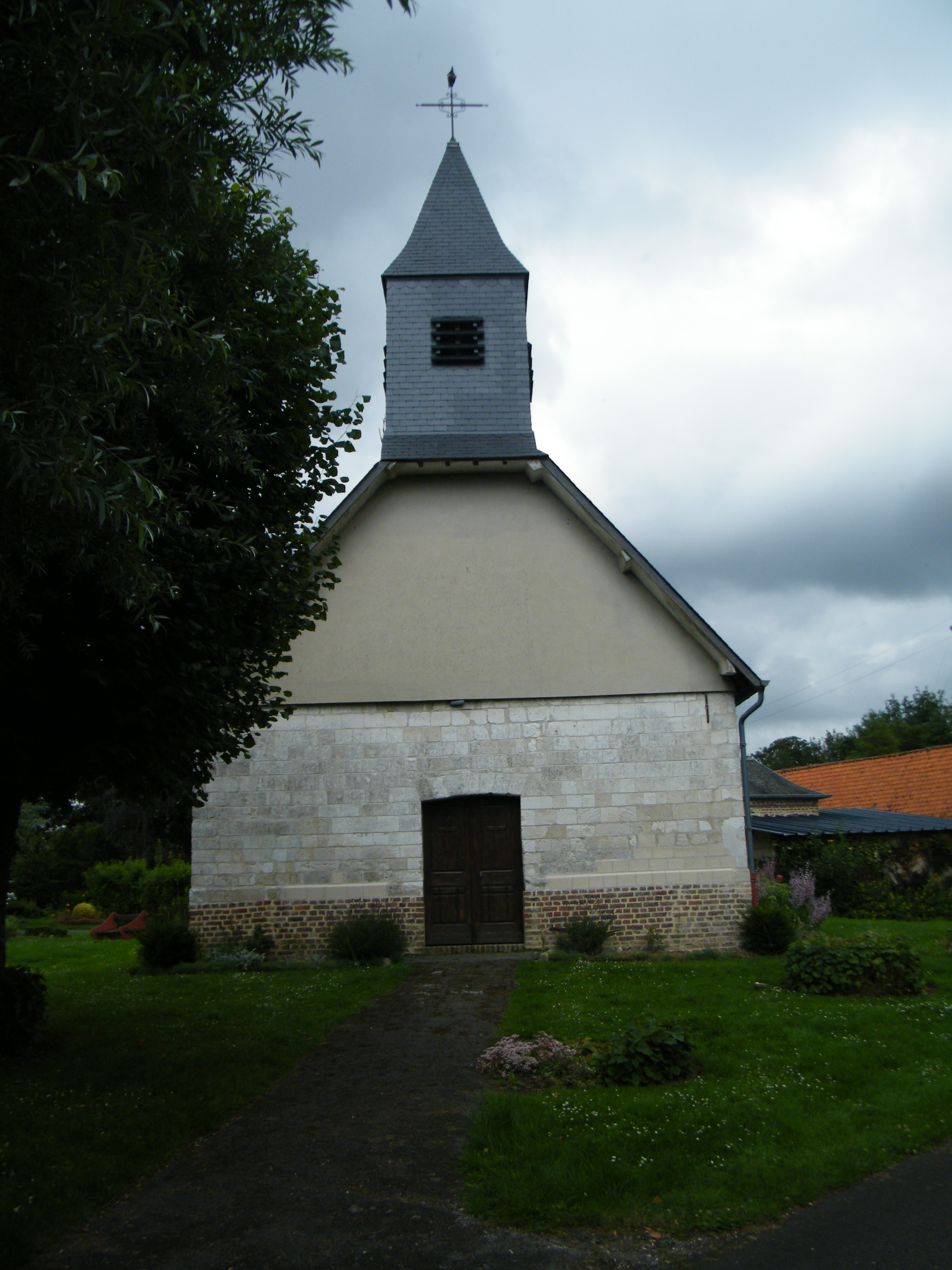

La població ha evolucionat segons el següent gràfic:
Habitants censats

### Habitatges
El 2007 hi havia 31 habitatges, 26 eren l'habitatge principal de la família, 3 eren segones residències i 2 estaven desocupats. Tots els 31 habitatges eren cases. Dels 26 habitatges principals, 25 estaven ocupats pels seus propietaris i 1 estava cedit a títol gratuït; 4 tenien tres cambres, 6 en tenien quatre i 16 en tenien cinc o més. 24 habitatges disposaven pel capbaix d'una plaça de pàrquing. A 8 habitatges hi havia un automòbil i a 17 n'hi havia dos o més.

### Piràmide de població

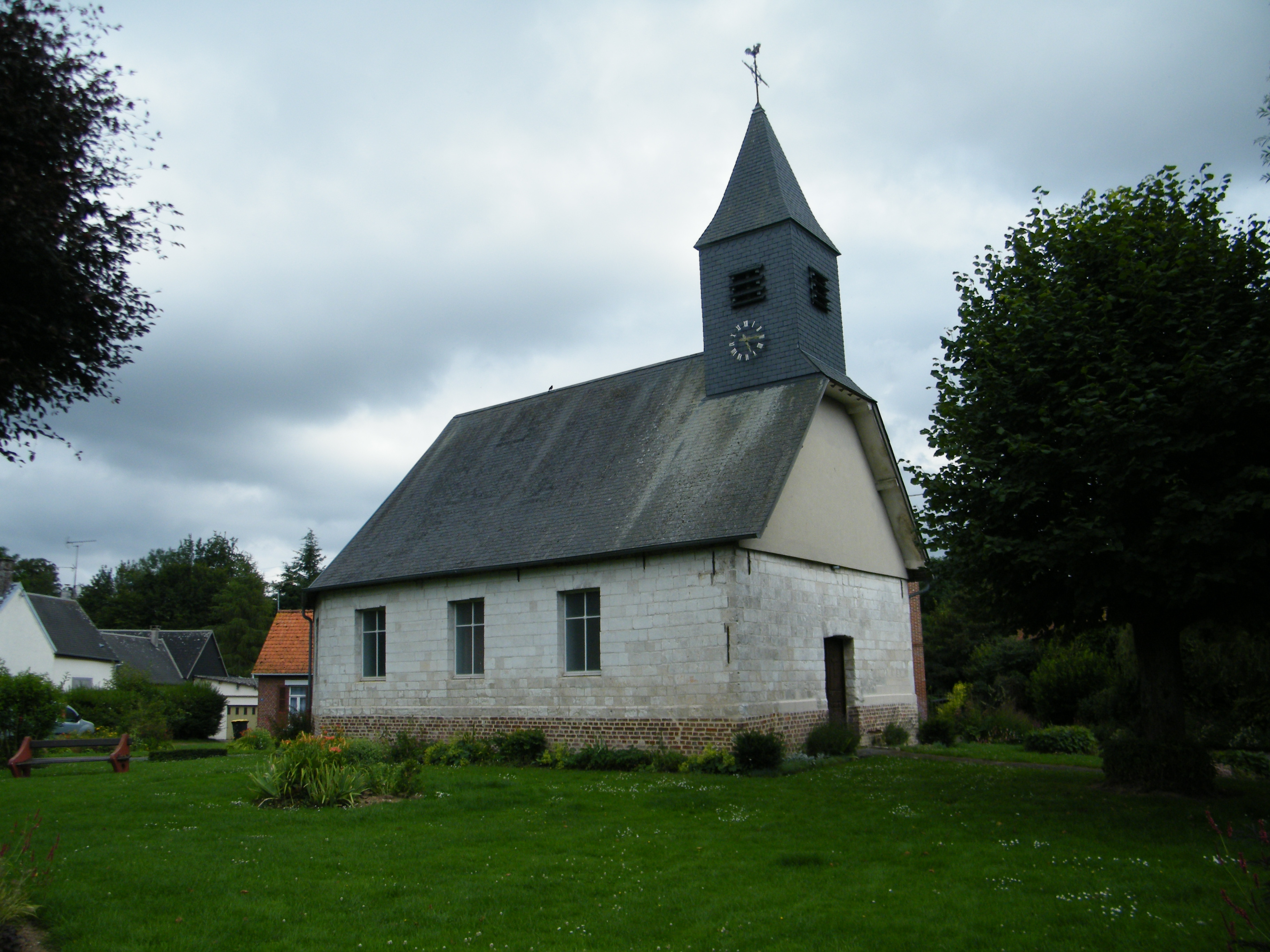
església

La piràmide de població per edats i sexe el 2009 era:
| Homes | Edats   | Dones |
| ----- | ------- | ----- |
| 0     | 95 o +  | 0     |
| 0     | 90 a 94 | 0     |
| 0     | 85 a 89 | 0     |
| 4     | 80 a 84 | 8     |
| 0     | 75 a 79 | 0     |
| 0     | 70 a 74 | 0     |
| 0     | 65 a 69 | 0     |
| 4     | 60 a 64 | 0     |
| 0     | 55 a 59 | 4     |
| 0     | 50 a 54 | 0     |
| 0     | 45 a 49 | 0     |
| 0     | 40 a 44 | 4     |
| 4     | 35 a 39 | 4     |
| 4     | 30 a 34 | 4     |
| 0     | 25 a 29 | 0     |
| 4     | 20 a 24 | 0     |
| 0     | 15 a 19 | 1     |
| 4     | 10 a 14 | 12    |
| 4     | 5 a 9   | 0     |
| 0     | 0 a 4   | 0     |

## Economia
El 2007 la població en edat de treballar era de 48 persones, 37 eren actives i 11 eren inactives. De les 37 persones actives 35 estaven ocupades (20 homes i 15 dones) i 2 estaven aturades (2 dones i 2 dones). De les 11 persones inactives 2 estaven jubilades, 5 estaven estudiant i 4 estaven classificades com a «altres inactius».
Activitats econòmiques

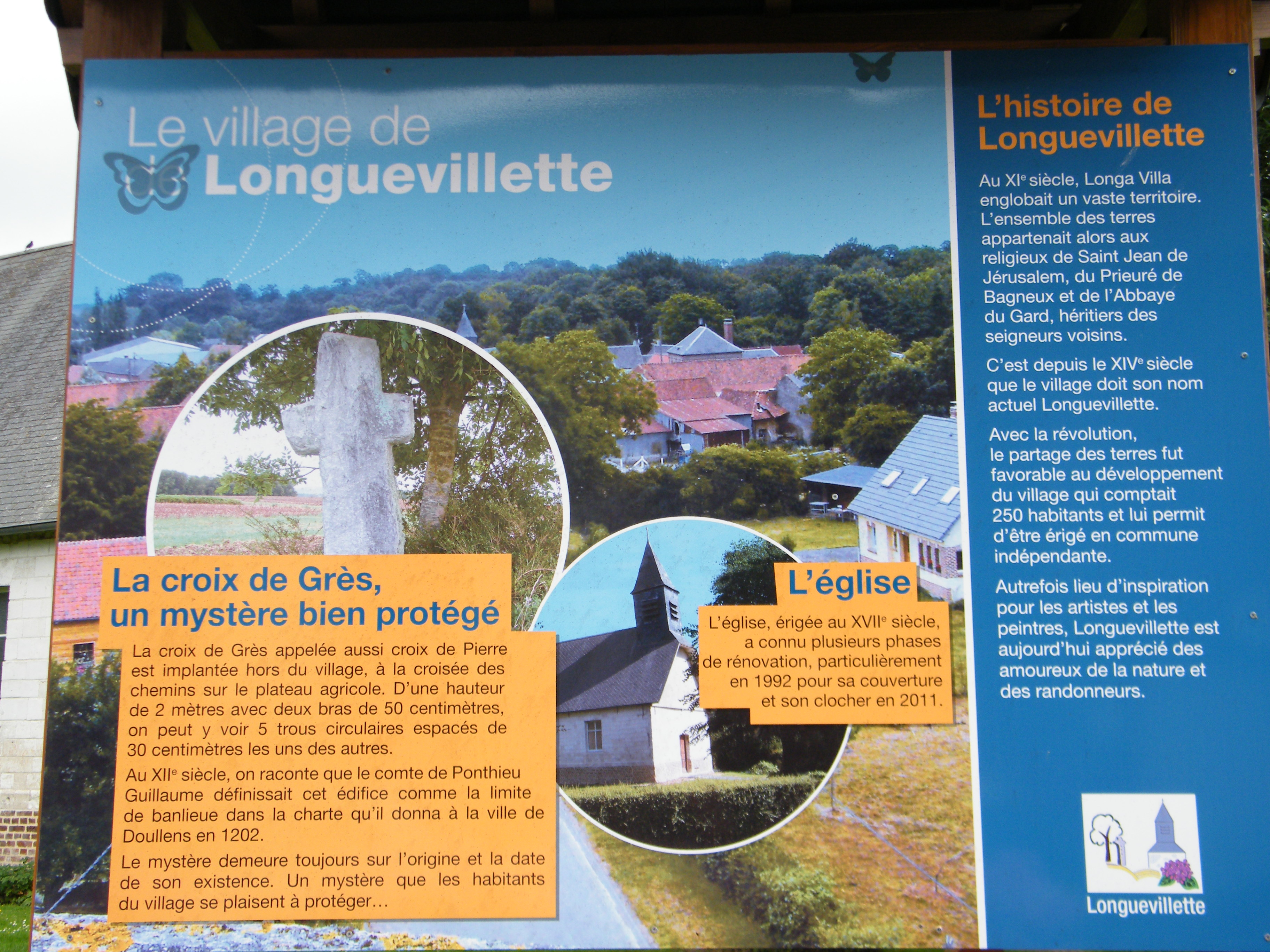

L'únic establiment que hi havia el 2007 era d'una empresa de serveis.
L'any 2000 a Longuevillette hi havia 5 explotacions agrícoles.

## Poblacions més properes

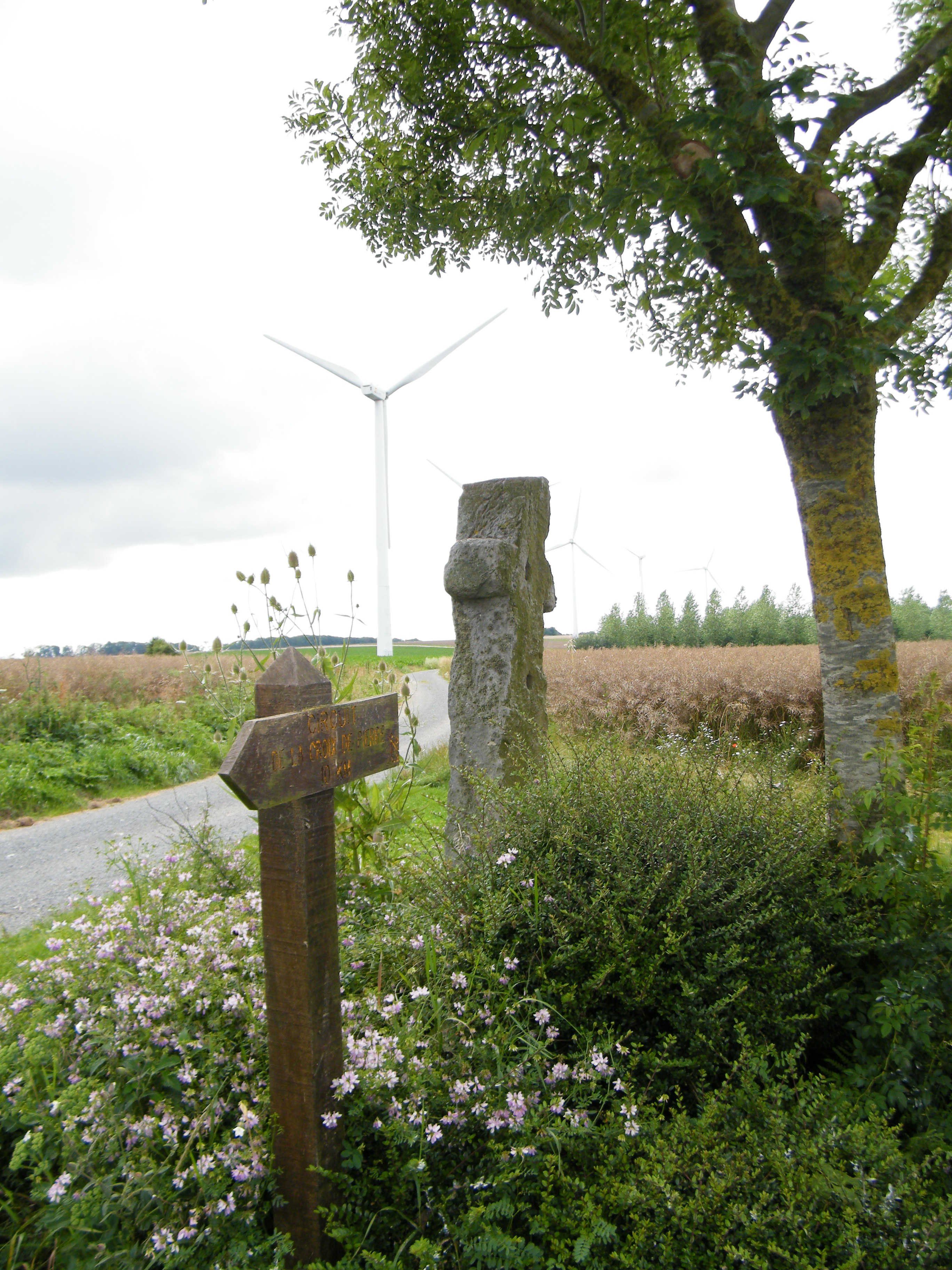

El següent diagrama mostra les poblacions més properes.